# Yoav Levanon
Yoav Levanon, né le 3 mars 2004 à Ramat Ha-Sharon (Israël), est un pianiste israélien.

## Biographie
Yoav Levanon a commencé le piano à trois ans, se produisant en public dès l'âge de quatre ans, remporte de nombreux prix très précocement et joue au Carnegie Hall de New York à l'âge de sept ans. La même année, il interprète un concerto avec l'Orchestre de chambre d'Israël. Il enchaîne ensuite de nombreux concerts, en Israël, en Europe et en Russie : ainsi, à onze ans, il a interprété le Concerto pour piano et orchestre no 1 de Chopin au Théâtre San Carlo en Italie, sous la direction du chef d'orchestre israélien Daniel Oren et, à treize ans, avec l'Orchestre philharmonique d'Israël dans le Concerto pour piano no 2 de Rachmaninov sous la direction d'Aryeh Verdi.
En 2019, il a été invité au Festival de Verbier. Début 2020, il a participé à l'événement « Piano Summit » en Allemagne, qui réunissait trois générations de pianistes autour de Martha Argerich.
C'est en 2020 qu'il s'est produit pour la première fois en France, dans le cadre du festival Piano aux Jacobins à Toulouse. À cette occasion, il a reçu des critiques élogieuses dans Le Monde ainsi que dans Diapason, qui le décrit même comme un véritable prodige.
Début 2021, il rejoint un projet filmé avec Daniel Barenboim, et est invité à jouer en France, en Suisse, en Lituanie et en Allemagne. Parmi les représentations, on peut citer un récital à l'auditorium de Radio France à Paris, ainsi qu'un concert avec l'Orchestre de la Suisse romande au Victoria Hall à Genève.
Il a également participé à une master classes à Jérusalem sous la direction du pianiste américain Murray Perahia.
Il est inclus dans la liste Forbes 30Under30 du magazine Forbes Israël pour 2022.
En 2022 il participe au Europa Open Air Francfort où il joue le Concerto pour piano no 2 de Frédéric Chopin, sous la direction d'Alain Altinoglu.